# Colostygia decompositata
Colostygia decompositata är en fjärilsart som beskrevs av Franz Dannehl 1933. Colostygia decompositata ingår i släktet Colostygia och familjen mätare. Inga underarter finns listade i Catalogue of Life.